# Mark Colby
Mark Colby (* 18. März 1949 in Brooklyn; † 31. August 2020) war ein US-amerikanischer Jazzmusiker (Tenor- und Sopransaxophon, auch Klarinette, Gesang).

## Leben und Wirken
Mark Steven Colby stammte aus einer musikalischen Familie; sein Vater war ein professioneller Schlagzeuger, der in den 1940er-Jahren eine Zeit lang mit Benny Goodman spielte. Im Alter von acht Jahren erhielt Mark eine Klarinette und Unterricht bei Bill Schlagel. Mit elf Jahren wechselte er zum Saxophon und begann Platten mit Bebop, Cool Jazz und Hardbop zu hören. 1962 zog seine Familie nach Miami, wo er im Alter von 14 Jahren begann, professionell aufzutreten. In Miami Beach hatte er die Gelegenheit, Shows mit populären Acts zu spielen, darunter Tony Bennett, Sonny and Cher, Bill Cosby, Ann-Margret und Sammy Davis Jr. Als Gymnasiast studierte er bei James Casale (dem Co-Autoren des Lehrbuchs Patterns for Jazz, mit Jerry Coker). Nach der High School besuchte Mark die University of Miami und studierte in Jerry Cokers Jazzstudiengang. Mit 16 Jahren spielte er bei Ira Sullivan. Während seiner Zeit als Stipendiat an der Universität von Miami gehörten zu seinen Kommilitonen Pat Metheny, Mark Egan, Jaco Pastorius und Danny Gottlieb.
In den folgenden Jahren arbeitete Colby u. a. mit Gerry Mulligan, während seines Studiums wirkte er bei Aufnahmen von Musikern wie Dr. John, Wilson Pickett, Bill Wyman und The Bee Gees mit. Nach seinem Master-Abschluss in Jazz wurde er Mitglied des Orchesters von Maynard Ferguson. Nach drei Alben und drei Jahren Tourneen als Solist und musikalischer Leiter wechselte er zu Bob James und wurde Mitglied der James Gang. 1977 nahm er sein Debütalbum Serpentine Fireauf, an dem Musiker wie Jon Faddis, Hiram Bullock, Steve Khan, Eric Gale und Steve Gadd beteiligt waren. Am Folgealbum One Good Turn (1979) wirkten auch Steve Jordan und Mike Mainieri mit.
1980 zog Colby nach Chicago und betätigte sich in den folgenden Jahren als Sessionmusiker, u. a. für Jingles. Außerdem spielte er weiterhin Jazz-Gigs und nahm mit Musikern wie Ramsey Lewis und Chuck Mangione auf. 1983 begann er, an der DePaul University als Dozent für Jazzsaxophon zu arbeiten; 1998 wechselte er zum Elmhurst College. Im Bereich des Jazz war er laut Tom Lord zwischen 1973 und 2018 an 57 Aufnahmesessions beteiligt, zuletzt mit Roberto Magris. Colby starb Ende August 2020 an den Folgen einer Krebserkrankung.
Nach Ansicht von Scott Yanow, der seinem Album Mango Tango (1990, mit Frank Caruso) in AllMusic vier Sterne verlieh, war Colby ein starker Improvisator, der größere Bekanntheit verdiene.

## Diskografische Hinweise
- Reunion with Vince Maggio (Hallway Records, 1999)
- Tenor Reference (Hallway Records, 2001)
- Speaking of Stan (Hallway Records, 2006)
- Reflections (Origin, 2008)
- Yesterday’s Gardenias (2011)